# نیسان پرسا
نیسان پرسا (Nissan Presea) خودرویی است که در سال‌های ۱۹۹۰–۲۰۰۰در ژاپن تولید شده‌است. طراحی آن خودروهای موتور جلو-محور جلو است.